# ابوالفضل علایی
ابوالفضل علایی (زادهٔ ‎۲۱ شهریور ۱۳۷۳) بازیکن فوتبال اهل ایران است که در پست مدافع میانی برای باشگاه فوتبال هوادار بازی میکند.
از باشگاه‌هایی که وی در آن بازی کرده‌است می‌توان به صنام تهران و فولاد یزد و استقلال خوزستان و نساجی مازندران اشاره کرد.
وی سابقه زدن یک گل آسیایی با پیراهن استقلال خوزستان به تیم الفتح عربستان را دارد.